# Теби-
теби (на английски: tebi, или terabinary) е двоична представка, въведена от IEC през 1996 г. Означава се с Ti и представлява бинарната стойност на десетичната представка тера (1 000 000 000 000, един трилион), т.е. 240 (1 099 511 627 776), или с ~10% по-голяма от тера.
Пример:
20 TiB = 20 × 240 байта = 21 990 232 555 520 байта ≈ 22 TB